# 巴拉赫宁斯基
巴拉赫宁斯基（羅馬化：Balakhninskiy）是俄罗斯伊尔库茨克州的工人村（市级镇），属博代博区，位于勒拿河流域内博代博河畔，在区行政中心博代博北偏东、州府伊尔库茨克东北方。
该地2021年人口有913人；2010年人口1,300；2002年人口1,720；1989年人口2,124。